# Христолюбова, Анастасия Александровна
Анастасия Александровна Христолюбова (4 апреля 1989) — российская биатлонистка, призёр чемпионата России. Мастер спорта России (2010).

## Биография
Представляла Красноярский край и Академию биатлона (г. Красноярск).
На чемпионате России 2012 года стала серебряным призёром в командной гонке в составе сборной Красноярского края.
В середине 2010-х годов завершила спортивную карьеру.
Окончила институт физической культуры Красноярского государственного педагогического университета им. В. П. Астафьева. По состоянию на 2016 год была аспиранткой Сибирского государственного технологического университета (Красноярск). Занимается судейством соревнований по биатлону, имеет вторую судейскую категорию.